# Oswald von Wolkenstein
Oswald von Wolkenstein, född omkring 1376/77 i Tyrolen, död 2 augusti 1445 i Meran, var en tysk skald, poet och kompositör, i brytningen mellan medeltiden och renässansen.

## Biografi
Oswald von Wolkenstein tillhörde en tyrolsk adelssläkt och föddes på slottet Trostburg. I unga år förlorade han ett öga under en karneval vid slottet. Vid tio års ålder lämnade han hemmet för att delta i krigståg. Han upplevde många äventyr på dessa tåg och andra färder. Han följde Albrecht av Österrike i tåget mot Preussen, kom därefter till Persien och Armenien, och återvände till Tyrolen efter femton år utomlands. Han företog en pilgrimsfärd till Heliga landet, kom tillbaka 1401, möjligen på grund av att fadern avlidit, och fick sitt arv 1407. Från omkring 1415 var han i tjänst hos kung Sigismund, och for på fler uppdrag, ofta som diplomat, till England, Portugal, Spanien och Afrika; bland annat deltog han i konciliet i Konstanz. 1419 deltog han i fälttåget mot hussiterna, och slog sig sedan ner på sin borg Hauenstein. På grund av strider med andra markägare hamnade han två gånger i fängelse, fortsatte därefter med politiken till exempel som utsänd i konciliet i Basel, men ägnade sig de sista åren av sitt liv åt diktning och komponerande på sin borg Hauenstein, där han 1445 avled.

## Utmärkelser
Asteroiden 8316 Wolkenstein är uppkallad efter honom.

## Verk
Oswald von Wolkensteins diktning ligger mitt emellan medeltiden och renässansen, och mitt emellan minnesång och mästersång. Hans minnesånger är en blandning av formfullhet och konstlighet, men folkvisans och minnesångens toner gör sig under tiden gällande hos honom, då han kvardröjer vid sitt beresta livs brokiga upplevelser.
Hans dikter är skrivna i mycket växlande former och utgörs av minnesånger, dansvisor, religiösa sånger och allegorier; de innehåller mera verklighetselement än samtidens konstdikt i allmänhet. Han räknas som en av den tyska musikens stora nydanare, skrev med franskt notsystem och mensuralnoter, tog polyfonin och koloraturen på allvar till den tyska musikhistorien.